# Augusto Luso da Silva
Augusto Luso da Silva (Porto, 22 de Fevereiro de 1827 — Porto, 13 de Maio de 1902), mais conhecido por Augusto Luso, foi um professor do Liceu do Porto onde ensinava geografia, autor de diversos compêndios adoptados oficialmente para o ensino daquela disciplina. Era também poeta e um reputado naturalista, especializado em moluscos, de que possuía uma importante colecção cujo catálogo ainda existe, acompanhado pela descrição das espécies revista por Augusto Nobre.
Num dos seus compêndios de geografia, editado em 1881, inclui uma descrição de um aparelho que terá inventado, a que chamou Isemerioscópio, destinado a demonstrar os movimentos de rotação e translação da Terra e a explicar a desigualdade entre o dia e a noite as estações do ano.
Publicou em 1853 um volume de poesia intitulado Rimas, mas deixou inéditos e dispersos por jornais e revistas grande número de poemas. Foi feita uma edição póstuma de alguns dos seus poemas inéditos, com o título de Últimos Versos e coordenada por Manuel Tomé de Castro Júnior, com prefácio de Sampaio Bruno, aparecida em em 1907 na cidade do Porto.
Foi também ficcionista, ensaísta e dramaturgo, tendo publicado um volume intitulado Fábulas, obra considerada de valor literário, Leitura de um Trecho dos Lusíadas e Impressões da natureza. Deixou inéditas uma comédia e uma tragédia, em versos.
Naturalista, envolvido com o grupo que se reunia em torno das colecções do Museu Allen, manteve relacionamento estreito com Augusto Nobre e com outros zoólogos coevos. Publicou um estudo sobre os moluscos terrestres e fluviais de Portugal, que apareceu em 5 partes no Jornal de Ciências Matemáticas, Físicas e Naturais.
Foi colaborador de diversos periódicos, entre os quais O Primeiro de Janeiro e O Ensino, escrevendo sobre matérias relacionadas com a educação. Publicou poesia nos periódicos Lira da Mocidade e Grinalda, este último dirigido por J. M. Nogueira Lima. Também se encontra colaboração da sua autoria no semanário portuense A Esperança  (1865-1866).